# Fucus

Conceptáculo de F. vesiculosus com filamentos salientes (escala: 20 μm).

Fucus L. (fuco) é um género de algas castanhas (classe Phaeophyceae) de distribuição natural cosmopolita comum na zona intertidal de costas rochosas. O género é de ocorrência comum nas costas atlânticas da Europa e da América do Norte.

## Descrição
O talo é perene e fixa-se sobre a rocha mediante um rizoide discoide (o pé). A parte erecta do talo é dicotómica ou subpenadamente ramificada, com uma nervura central plana. Em algumas espécies estão presentes vesículas preenchidas com gás (pneumatocistos), em geral agrupados em pares localizados em ambos os lados da nervura central. A base do talo tem a forma de uma estipe devido à abrasão do tecido lateral à nervura central.
Os gametângios desenvolvem-se em conceptáculos agrupados em receptáculos incrustados no ápice das ramificações terminais, podendo ser monóicos ou dióicos.
Estas algas têm um ciclo de vida relativamente simples, produzindo apenas um tipo de talo, o qual cresce até um tamanho máximo de 2 metros. As cavidades férteis (os conceptáculos) que contêm os gametângios desenvolvem-se inseridos em receptáculos localizados perto das extremidades distais dos talos. Após a meiose, são produzidos e libertadas 8 oosferas dos oogónios (gametângio feminino) e anterozoides dos anterídeos (gametângio masculino), sendo que a fertilização é externa. O zigoto desenvolve-se diretamente no indivíduo diploide. Este ciclo de vida pode ser considerado análogo aos das plantas com flor, mas nas algas os oogónios  são libertados e fecundados no mar, enquanto que nas plantas com flor os óvulos são fertilizados permanecendo na planta, só sendo libertados após maturarem em sementes.
A espécie Fucus vesiculosus é uma alga que ocorre com abundância nas costas do mar do Norte, mar Báltico ocidental e nas costas das regiões temperadas dos oceanos Atlântico e Pacífico. Foi a fonte original do iodo, descoberto em 1812, tendo sido usada extensivamente para tratar o bócio, uma doença da glândula tiroide causada por deficiência de iodo. Na década de 1860 afirmava-se que aquela alga era um estimulante da tiroide, podendo reduzir a obesidade por aumentar a taxa metabólica, sendo desde então utilizada em preparações destinadas a promover a perda de peso.
Os cultores do herbalismo afirmam que a ingestão de Fucus ajuda a regular a quantidade de gorduras no organismo, sendo-lhe atribuídas pequenas perdas de peso corporal. Não existem evidências científicas que o provem inequivocamente.

## Espécies
Excluindo os nomes com estatuto incerto, encontram-se validamente descritas as seguintes espécies de Fucus:
- Fucus atomarius  (Woodward) Bertoloni
- Fucus ceranoides L.
- Fucus chalonii Feldmann
- Fucus cottonii M. J. Wynne & Magne (=Fucus cottonii M.J.Wynne & Magne nom. illeg.)
- Fucus distichus L.
- Fucus evanescens C.Agardh
- Fucus furcatus  Stackhouse, 1801
- Fucus guiryi G. I. Zardi, K. R. Nicastro, E. S. Serrão, G. A. Pearson
- Fucus gardneri P. C. Silva
- Fucus lagasca Clemente, 1807
- Fucus mytili  Nienburg
- Fucus nereideus Lightfoot
- Fucus radicans  L. Bergström & L. Kautsky, 2005
- Fucus serratus L. — com bordo serrado
- Fucus spermophorus L.
- Fucus spiralis L. — enrolada em espiral
- Fucus tendo L.
- Fucus vesiculosus L. — apresenta vesículas de gás
- Fucus virsoides J. Agardh

## Galeria

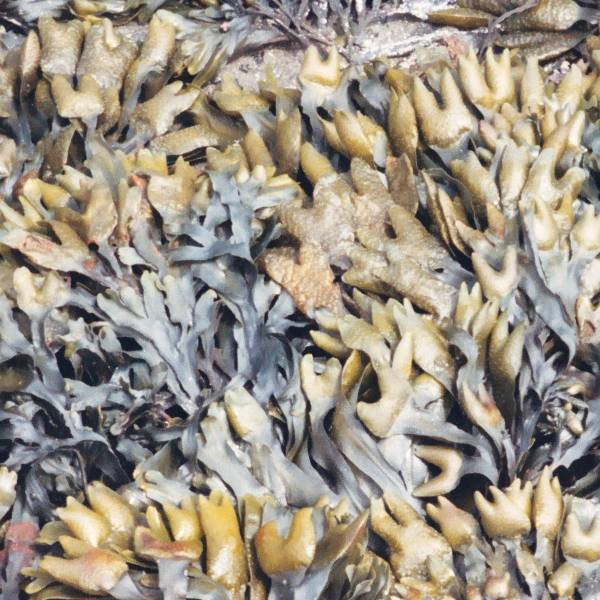
F. distichus
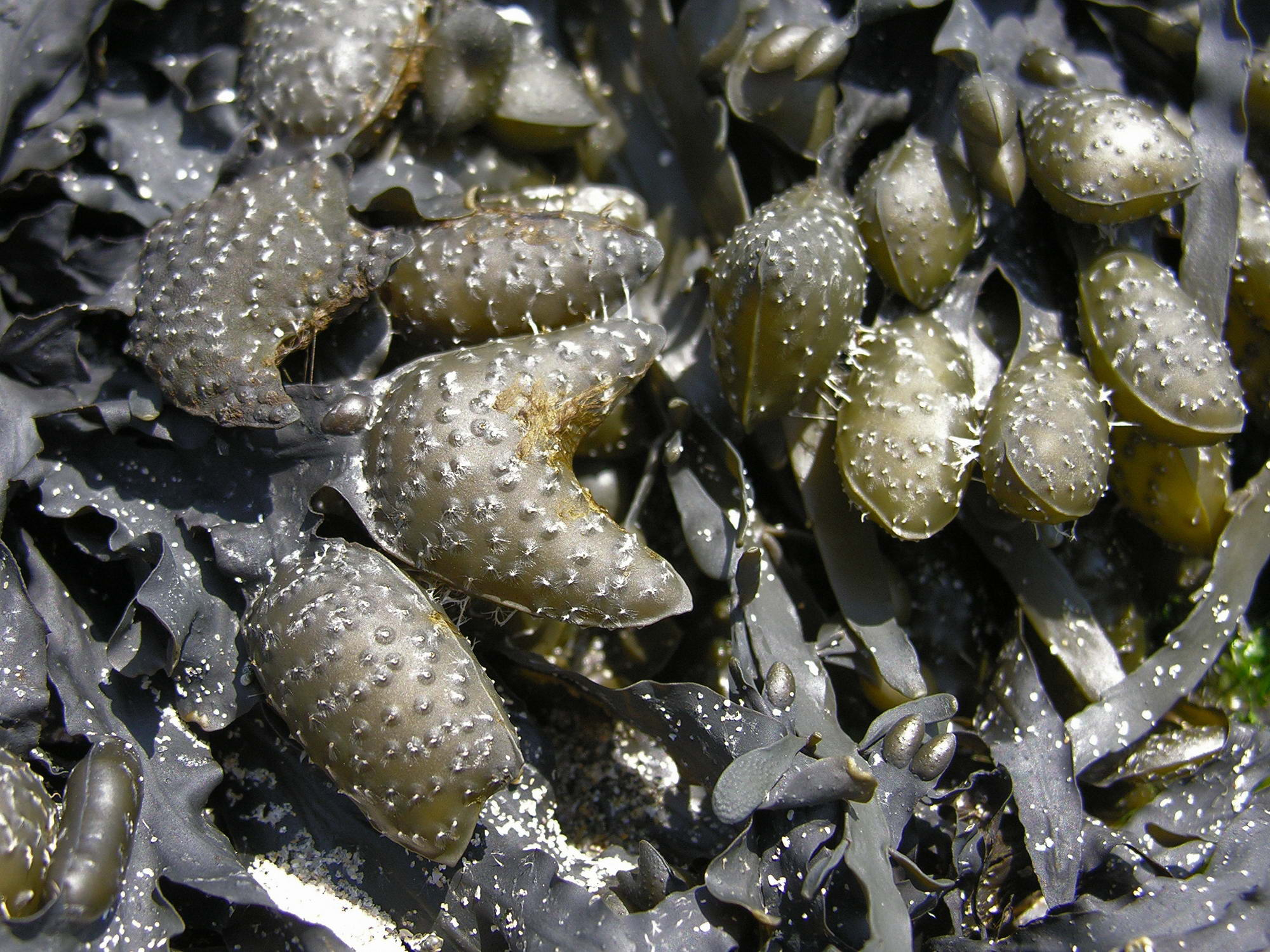
F. spiralis
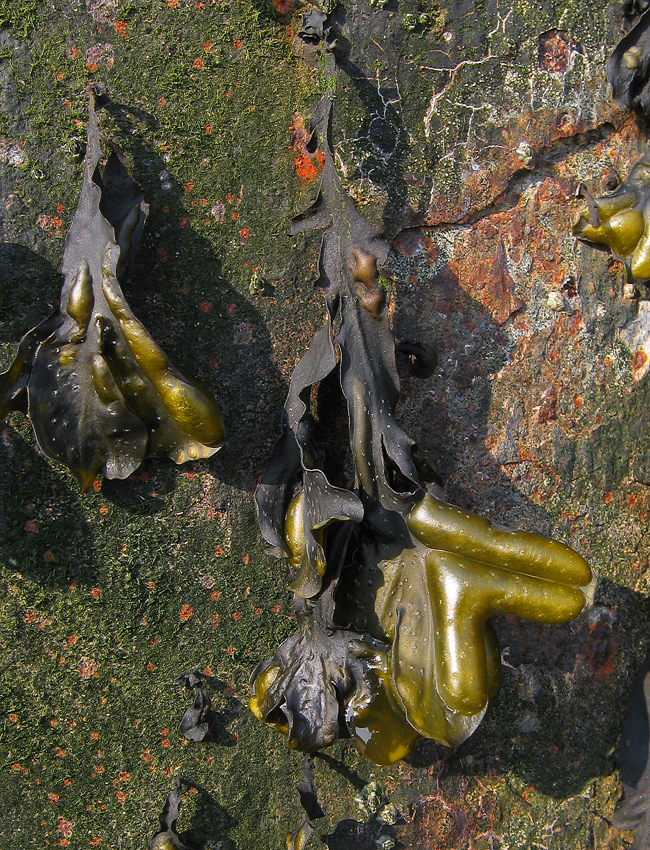
F. spiralis
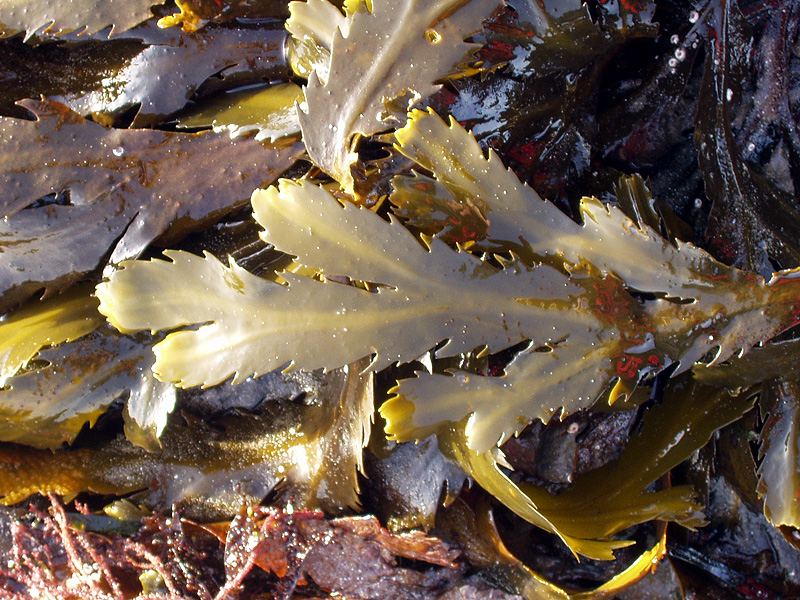
F. serratus
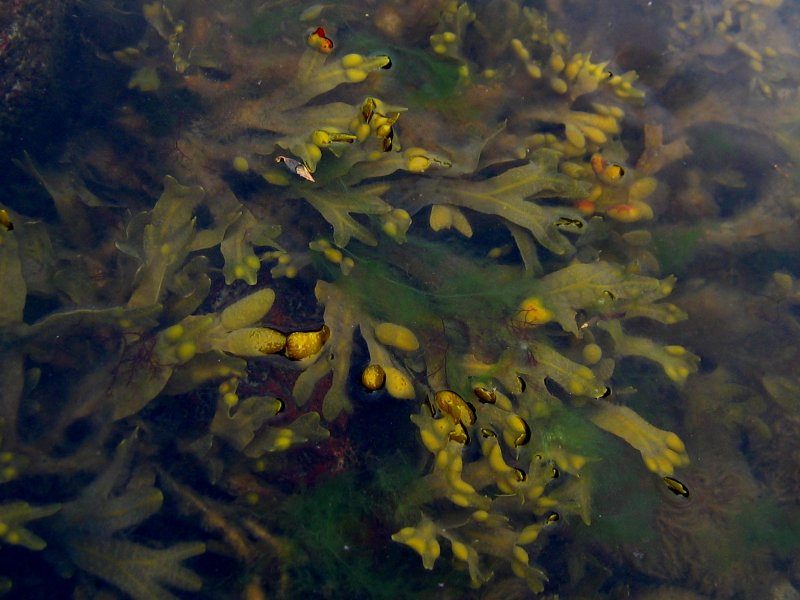
F. vesiculosus
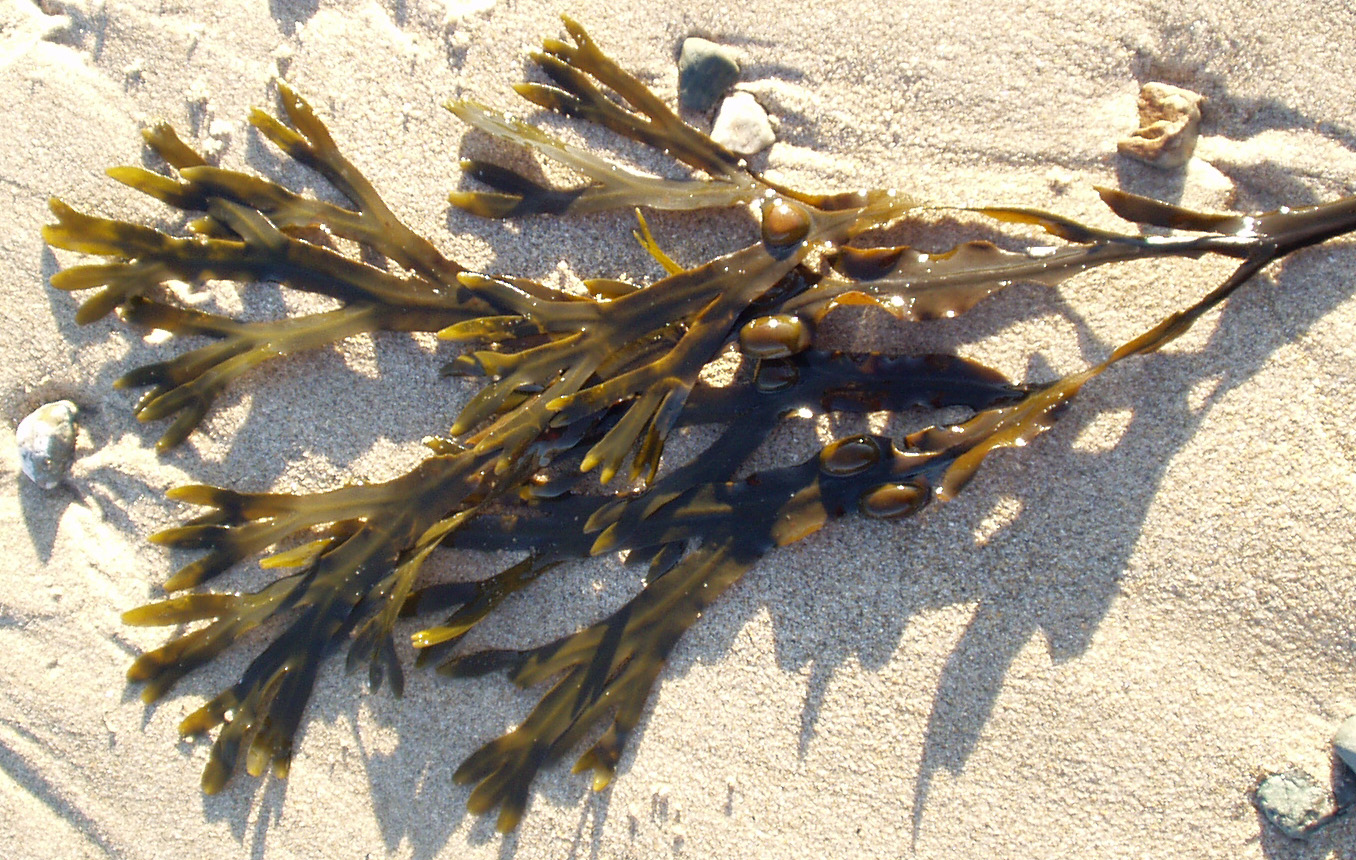
F. vesiculosus
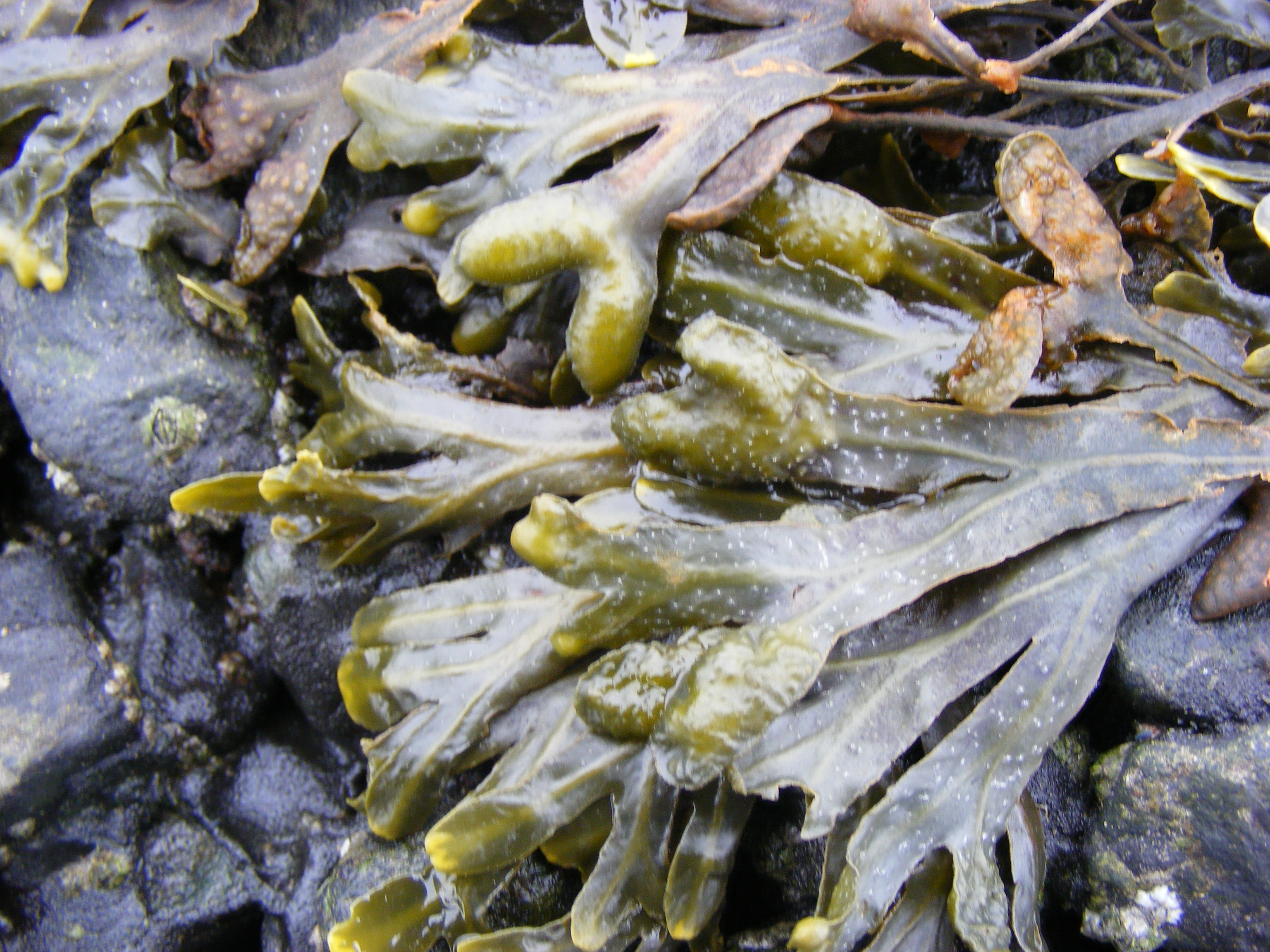
F. vesiculosus
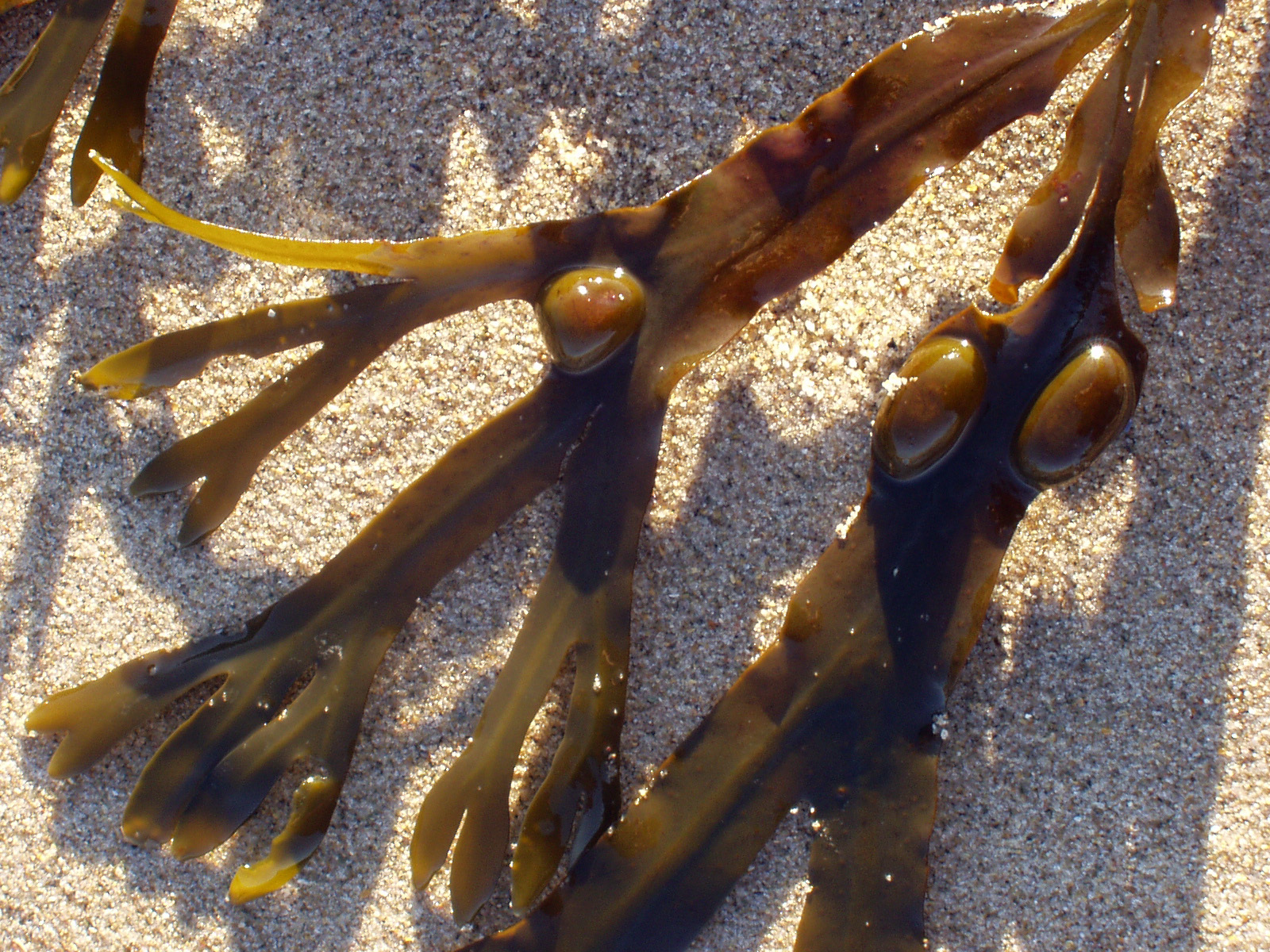
F. vesiculosus